# Chiesa dei Santi Valentino e Damiano
La chiesa dei San Valentino e Damiano, nota anche con il titolo di duomo, è la parrocchiale di San Valentino in Abruzzo Citeriore, in provincia di Pescara e arcidiocesi di Chieti-Vasto; fa parte del zona pastorale di Scafa.

## Storia
L'esistenza della chiesa di San Valentino è attestata a partire dal Trecento, con la prima citazione contenuta nelle Rationes Decimarum compilate nel 1324-1325.
Nel 1575 l'arcivescovo di Chieti Giovanni Oliva, nel corso della sua visita, rilevò che il luogo di culto, dedicato sempre a san Valentino, era noto pure con il titolo di Santa Maria delle Taverne.
Nella seconda metà del XVIII secolo l'edificio versava in pessime condizioni; pertanto, tra il 1777 e il 1791 venne realizzato un intervento di rinnovamento e di rifacimento, condotto, secondo una tradizione non comprovata da documenti ufficiali, su progetto di Luigi Vanvitelli.
Tra il 1919 e il 1926 la parrocchiale fu oggetto di un rimaneggiamento in base ai disegni di Antonino Liberi; nel 1931 venne completata la seconda torre campanaria, in posizione speculare alla prima.
L'adeguamento liturgico secondo le usanze postconciliari venne eseguito nei primi anni settanta mediante l'aggiunta dell'ambone e dell'altare rivolto verso l'assemblea.

## Descrizione

### Esterno
La facciata della chiesa, rivolta a nordest, è suddivisa da due cornici marcapiano in tre registri scanditi da lesene: quello inferiore è caratterizzato da due colonne ioniche e dal portale d'ingresso, quello mediano è abbellito da una trifora e quello superiore presenta una finestra a lunetta e sormontato da una balaustra.
Accanto alla parrocchiale si elevano i due campanili gemelli, ognuno dei quali si compone di vari ordini e presenta quattro monofore all'altezza della cella, che è coronata da una cupola sormontata da una lanterna.

### Interno
L'interno dell'edificio si compone di un'unica navata, sulla quale si affacciano le cappelle laterali, introdotte da archi a tutto sesto, e le cui pareti sono scandite da paraste con capitelli corinzi sorreggenti la trabeazione modanata e aggettante sopra la quale si imposta la volta a botte; al termine dell'aula si sviluppa il presbiterio, rialzato di un gradino, ospitante l'altare maggiore e chiuso dall'abside di forma poligonale.